# Xixiasaurus
Xixiasaurus — рід динозаврів троодонтид, який жив під час пізнього крейдяного періоду в Китаї. Єдиний відомий екземпляр був виявлений в окрузі Сіся, провінція Хенань, у центральному Китаї, і став голотипом нового роду та виду Xixiasaurus henanensis у 2010 році. Назви стосуються районів відкриття, і їх можна перекласти як «ящірка Хенань Сіся». Зразок складається з майже повного черепа (за винятком задньої частини), частини нижньої щелепи та зубів, а також частково правої передньої кінцівки.
За оцінками, Xixiasaurus мав довжину 1,5 метра і важив 8 кілограмів. Як троодонтид, він був би схожий на птаха та був легкої будови, мав руки для хапання та збільшений серпоподібний кіготь на другому пальці. Його череп був довгим, з довгою низькою мордою, яка утворювала звужену U-подібну форму, якщо дивитися знизу. Лобова кістка чола була куполоподібною на виді збоку, що вказує на те, що вона мала збільшену мозкову оболонку. Відрізнявся від інших троодонтидів тим, що передня частина зубної кістки нижньої щелепи була звернена вниз. На відміну від більшості троодонтидів, зуби Xixiasaurus не мали зубців; натомість їхні кили (передній і задні краї) були гладкими й гострими. Серед троодонтидів він відрізнявся наявністю 22 зубів у кожній верхній щелепі (в інших родів кількість верхньощелепних зубів була або вищою, або меншою).
Точні стосунки Xixiasaurus з іншими троодонтидами невідомі, але він мав деякі подібності з Byronosaurus. Хоча колись вважалося, що троодонтиди з незазубреними зубами утворюють кладу, таксономічне значення цієї особливості було піддано сумніву. Троодонтиди мали великий мозок, гострі чуття і, ймовірно, були спритними. Були дискусії щодо їхнього раціону: одні дослідники стверджували, що вони були м'ясоїдними, а інші — що вони були всеїдними або травоїдними. Відсутність зубчастих зубів у Xixiasaurus та деяких інших троодонтидів свідчить про те, що вони були травоїдними, оскільки вони втратили здатність різати м'ясо. Xixiasaurus відомий з формації Majiacun, точний вік якої невідомий. Ці осадові породи були відкладені плетеними потоками та звивистими потоками, і відомі тим, що містять велику кількість яєць динозаврів.

## Галерея

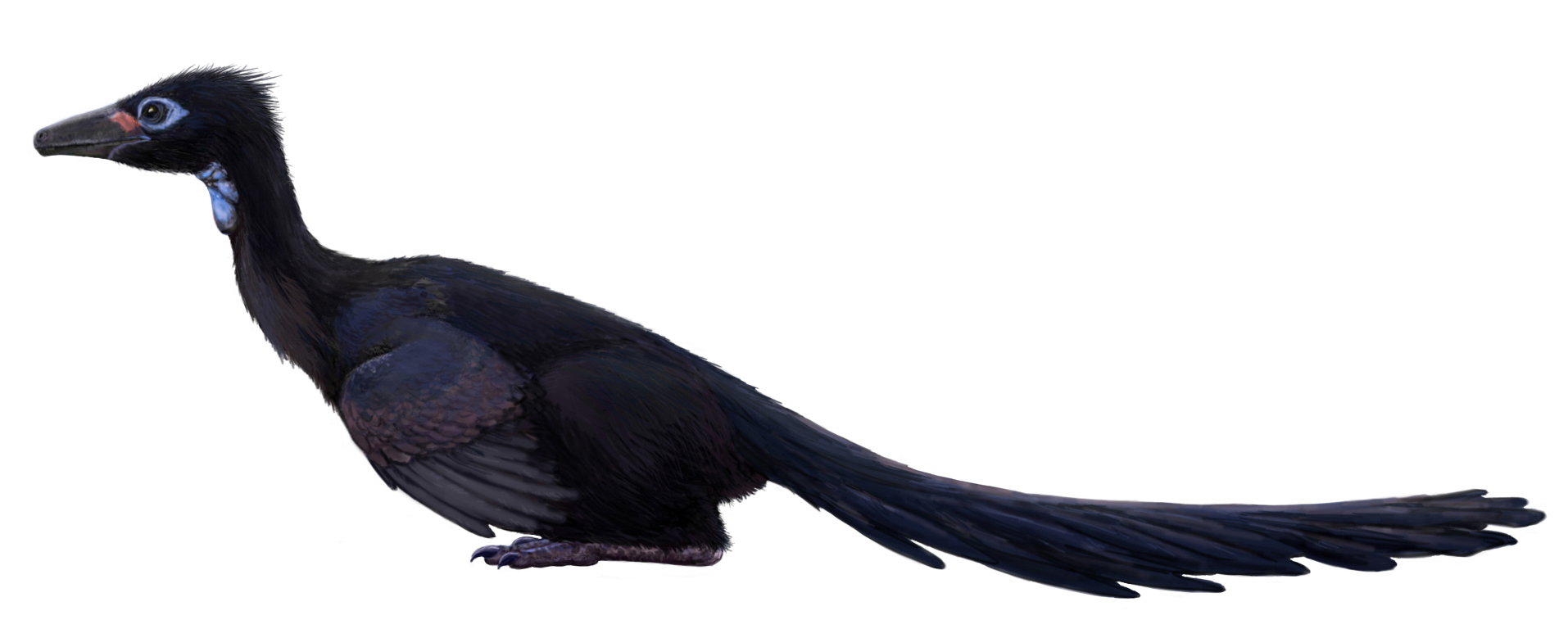
художня реконструкція
розмір